# MaJic Dorsey
Daryl Deandre Dorsey, detto MaJic (Baltimora, 5 agosto 1981), è un cestista statunitense, professionista nella NBDL e in Europa.

## Palmarès
- 2 volte campione WBA (2005, 2007)
- 2 volte WBA Player of the Year (2005, 2007)
- All-WBA First Team (2005)
- Miglior passatore WBA (2005)
- ABA Rookie of the Year (2005)